# مازان
مازان هي بلدية تقع في قسم فوكلوز في منطقة بروفانس ألب كوت دازور في جنوب شرق فرنسا .

## جغرافيا
تبلغ مساحة المدينة سبعة كيلومتر (4 1⁄2 ميل) بالطريق البري شرق كاربينتراس ، إحدى البلديات المجاورة لها، و 34 كيلومتر (21 ميل) عن طريق البر من أفينيون .
تقع البلدة في قلب Comtat Venaissin السابقة، بالقرب من الجانب الجنوبي من Mont Ventoux .

## سمات
تعد مازان موطنًا لأحد قصور عائلة دي ساد . اليوم أصبح هذا القصر فندقًا فاخرًا.

## التعليم
توجد مدرسة تمهيدية (maternelle)، ومدرسة الأمومة Mamé Blanc - La Condamine، ومدرسة ابتدائية، ومدرسة élémentaire Gilbert Laget - La Condamine، ومدرسة تمهيدية وابتدائية مختلطة، ومدرسة Saint Dominique،  ومدرسة إعدادية (college), كلية أندريه مالرو .

## السكان البارزين
- جيزيل بيليكوت